# Cratere Lysippus
Lysippus  è un cratere sulla superficie di Mercurio.